# 莽格吐达斡尔族乡
莽格吐达斡尔族乡是中华人民共和国黑龙江省齐齐哈尔市梅里斯达斡尔族区下辖的一个民族乡。1956年置莽格吐达斡尔族乡，1961年改莽格吐公社，1984年复置乡。位于区境东北部，嫩江西岸，达斡尔族人口占总人口的31%。

## 行政区划
莽格吐达斡尔族乡下辖以下村级行政区划单位：
莽格吐村、三间房村和西地房子村。